# Jean de L'Hostel
Jean de L'Hostel (né vers 1527 et mort le 6 avril 1621) est un ecclésiastique français qui fut évêque de Viviers de 1575 à sa mort.

## Biographie
Jean de L’Hostel ou de L'Hôtel est nommé évêque de Viviers le 2 septembre 1575 sous le nom de Jean VI. Il siège jusqu'à sa mort l'âge de 94 ans le 6 avril 1621. Au cours de son long épiscopat avec son chapitre de chanoines sous la direction de François More Grand chantre il fait restaurer son église cathédrale Saint-Vincent de Viviers endommagée pendant les guerres de Religion.

## Source
- (en) Catholic Hierarchy.org:Bishop Jean de L’Hôtel